# باولا موري
باولا موري (بالإيطالية: Paola Mori)‏ هي ممثلة إيطالية، ولدت في 1930 في إيطاليا، وتوفيت في 12 أغسطس 1986 في الولايات المتحدة بسبب حادث مرور.

## أعمال

### أفلام
- (1955) السيد أركيدين

## وصلات خارجية
- باولا موري على موقع IMDb (الإنجليزية)
- باولا موري على موقع ألو سيني (الفرنسية)
- باولا موري على موقع أول موفي (الإنجليزية)
- باولا موري على موقع قاعدة بيانات الأفلام السويدية (السويدية)
- باولا موري على موقع قاعدة بيانات الفيلم (الإنجليزية)
- باولا موري على موقع كينوبويسك (الروسية)